# Julio Colombo
Julio Colombo (Saint-Claude, Isla Guadalupe, 22 de febrero de 1984), futbolista francés, de origen guadalupeño. Juega de defensa y su actual equipo es el Montpellier HSC de la Ligue 1 de Francia.

## Clubes
| Club            | País    | Año  |
| --------------- | ------- | ---- |
| Montpellier HSC | Francia | 2002 |

- Datos: Q2701555